# Loudenvielle (comuna delegada)
Loudenvielle (en occitano, Lodenvièla) era una comuna francesa situada en el departamento de Altos Pirineos, en la región de Occitania, que el 1 de enero de 2016 pasó a ser una comuna delegada de la comuna nueva de Loudenvielle al fusionarse con la comuna de Armenteule.

## Demografía
| Gráfica de evolución demográfica de Loudenvielle entre 1800 y 2013 |
|                                                                    |

Los datos demográficos contemplados en este gráfico de la comuna de Loudenvielle se han cogido de 1800 a 1999 de la página francesa EHESS/Cassini, y los demás datos de la página del INSEE.